# لغات جزر ريوكيو
لغات جزر ريوكيو هي مجموعة من اللغات أو اللهجات مستعملة في جزر ريوكيو جنوب اليابان، وهي واليابانية من نفس الأصل. وفي رأي بعض اليابانيين هي لهجات من اليابانية. تنقسم إلى 6 لغات:
- لغة آمامي في جزر آمامي. اللهجة المفضلة هي لهجة مدينة نازي. عدد الناطقين: 130000
- لغة ميياكو (مْيَاكُ هُتْسِ) في جزر ميياكو. اللهجة المفضلة هي لهجة مدينة هيرارا. عدد الناطقين: 55783
- لغة أوكيناوا في جزيرة أوكيناوا وما حولها. اللهجة الفصيحة كانت لهجة مدينة شوري، لكن أصبحت لهجة ناها. عدد الناطقين: 900000.
- لغة كونيگامي في منطقة يامبارو على جزيرة أوكيناوا والجزر الصغيرة القريبة إليها. اللهجة المفضلة هي لهجة مدينة كونيگامي. عدد الناطقين غير معروف.
- لغة يائيياما (يَئِمَ مُنِي) في جزر يائيياما. اللهجة المفضلة هي لهجة مدينة كونيگامي. عدد الناطقين: 44650
- لغة يوناگوني في جزيرة يوناگوني. عدد الناطقين: 1800. كثير من ناطقيها يتكلمون لغة يائيياما أيضا.

لغة أوكيناوا معروف عند كثير ناطقي لغات ريوكيو الأخرى، لأنها كانت لغة مملكة ريوكيو الرسمية. مع ذلك لغة أوكيناوا قريبة إلى الانقراض، لأن معظم الأطفال أخذوا يتكلمون اليابانية، لكن الجزر الأخرى أقل تمدن، ولذلك لا يزال أغلبية سكانها يتكلمون لغاتهم.
كما ذكرنا، هذه اللغات تعتبر لهجات يابانية عند معظم اليابانيين. لكنها تختلف عنها في النحو والمفردات أكثر من اختلاف الإنجليزية والألمانية.